# Artigisa microsticta
Artigisa microsticta là một loài bướm đêm trong họ Erebidae.